# Apogon natalensis
Apogon natalensis är en fiskart som beskrevs av John Dow Fisher Gilchrist och Thompson, 1908. Apogon natalensis ingår i släktet Apogon och familjen Apogonidae. Inga underarter finns listade i Catalogue of Life.